# ルベン・パルド
ルベン・パルド・グティエレス（Rubén Pardo Gutiérrez、1992年10月22日 - ）は、スペイン・ログローニョ出身のサッカー選手。CDレガネス所属。ポジションはMF。

## 経歴
レアル・ソシエダのユースチームでキャリアをスタートさせ、2011年10月30日、レアル・マドリード戦でプリメーラ・ディビシオンデビューを果たした。
2020年1月31日、FCジロンダン・ボルドーに2年半の契約で移籍した。
2020年9月28日、CDレガネスへローン移籍。

## 代表歴
スペイン代表としてUEFA U-17欧州選手権2009、UEFA U-17欧州選手権2011に出場した。

## 所属クラブ
- レアル・ソシエダB 2010-2012
- レアル・ソシエダ 2011-2020
  -  レアル・ベティス 2017 (loan)
- FCジロンダン・ボルドー 2020-
  -  CDレガネス 2020- (loan)

## タイトル
代表
- UEFA U-19欧州選手権 2011